# Laura Polli
Laura Polli (* 7. September 1983) ist eine Schweizer Geherin. Zusammen mit ihrer älteren Schwester Marie Polli bildet sie die Spitze des Schweizer Frauengehens. Sie ist 1,62 m gross und wiegt 50 kg.

## Erfolge
- 2002: Schweizer Meisterin 5 km
- 2005: 36. Rang EAA Race Walking Cup
- 2006: 50. Rang IAAF World Race Walking Cup, Schweizer Meisterin über 5, 10 und 20 km
- 2007: 41. Rang EAA Race Walking Cup
- 2008: 4. Rang Gran Premio Città di Lugano

## Persönliche Bestleistungen
- 5000 m Gehen (Bahn): 22:36,0 min;, 27. September 2009 in Lausanne, Schweizer Bestleistung
- 5 km Gehen: 23:59 min, 19. Februar 2006 in Algarve
- 10 km Gehen: 47:18 min, 11. September 2005 in Chiasso
- 20-km-Gehen: 1:35:04 h, 9. März 2008 in Lugano

## Weblink
- Laura Polli bei IAAF

| Personendaten    | Personendaten            |
| ---------------- | ------------------------ |
| NAME             | Polli, Laura             |
| KURZBESCHREIBUNG | Schweizer Leichtathletin |
| GEBURTSDATUM     | 7. September 1983        |